# Internet Stiftung
Die gemeinnützige Internet Privatstiftung Austria – Internet Foundation Austria (kurz: Internet Stiftung) ist die treuhänderische Verwaltungsorganisation für die .at-Domains Österreichs.

## Zweck
Die Internet Stiftung ist vom Verband der Internet Service Providers Austria (ISPA) errichtet worden. Zweck der Stiftung ist die Förderung des Internets in Österreich, insbesondere die Wahrnehmung der Domain-Verwaltung, treuhänderisch zum Nutzen der Allgemeinheit. Mit der Erfüllung dieses Zwecks ist ihre Firma nic.at Internet Verwaltungs- und Betriebs-GmbH betraut, welche die Aufgaben der Domain-Verwaltung technisch und administrativ abwickelt. Das Selbstverständnis der Internet Stiftung ist es, die erfolgreichen Prinzipien der Internet-Organisation – private Bottom-up Selbstverwaltung – in nachvollziehbarer und effektiver Form auf die Verwaltung der Top-Level-Domain .at anzuwenden. Aufgrund ihrer personellen Besetzung und ihrer Entstehung aus der ISPA ist die Internet Stiftung einschlägig qualifiziert, diese Aufgabe wahrzunehmen. Die Internet Stiftung fördert die Weiterentwicklung des Internets in Österreich mit ihrer jährlichen Förderaktion netidee.

## Rechtliche Stellung
Die Internet Stiftung versteht sich als formalisierter Teil der österreichischen und internationalen Internet-Community. Die Domain-Verwaltung für .at agiert im Rahmen der österreichischen Rechtsordnung. Auf die Beziehung zwischen Domain-Inhaber und Registrierungsstelle ist daher grundsätzlich österreichisches Recht anzuwenden. Stiftungsvorstände der Internet Stiftung sind Andreas Koman, Andreas Schildberger und Walter Mika.